# Фреско д’Есте
Франческо д'Есте (на италиански: Francesco d'Este), известен като Фреско д'Есте (Fresco d'Este;* ок. 1280, Ферара; † 1312, Венеция), е господар на Ферара, Модена и Реджо от 1308 до 1312 г.

## Произход
Той е четвъртото извънбрачно дете на Ацо VIII д’Есте (* сл. 1263, † 1308), маркиз на Ферара, Модена и Реджо. Има двама полубратя и една полусестра от извънбрачни връзки на баща си.

## Биография
Няма сигурни данни за датата и мястото на раждане, а първите сигурни данни за него са от 1304 г., когато получава венецианско гражданство във Венеция.
През 1306 г. от името на баща си се опитва неуспешно да потуши бунта срещу Манфредино, който защитава интересите на семейство Есте в Сасуоло. Той е пленен и освобождаването му става обект на размяна.
През 1308 баща му се премества от Ферара в Есте, също за да търси среда, по-подходяща за нарастващите му здравословни проблеми, но умира там. В завещанието си той е уредил господството да премине към неговия внук Фолко. През същата година той е назначен за ректор на града от кмета на Ферара и е постановено, че Фреско ще наследи баща си като господар на Ферара в случай на смъртта му.
Жителите на Ферара също назначават Фреско за настойник на сина му и това предизвиква гнева на чичовците му Алдобрандино и Франческо, които се обръщат към папа Климент V. Папата от Франция изпраща кардинал Арно дьо Пелегрю в Италия през 1309 г. като легат, за да възстанови град Ферара, който междувременно се е разбунтувала срещу Фреско. Виждайки, че е в затруднение, той се оттегля първо в Кастелбалдо, което изисква намесата на венецианците, а по-късно във Венеция. Междувременно папските войски, надделяващи в сблъсъка с армията на Венеция, успяват да овладеят Ферара, която следователно попада под прякото управление на Папската държава от 1309 до 1317 г. Фреско е взет под венецианска защита през 1309 г. и остава със сина си Фолко във Венеция до смъртта си през 1312 г.

## Брак и потомство
∞ за Пелегрина Качанемичи, от която има един син:
- Фолко II д’Есте († XIV век, Венеция)